# Zeev Suraski

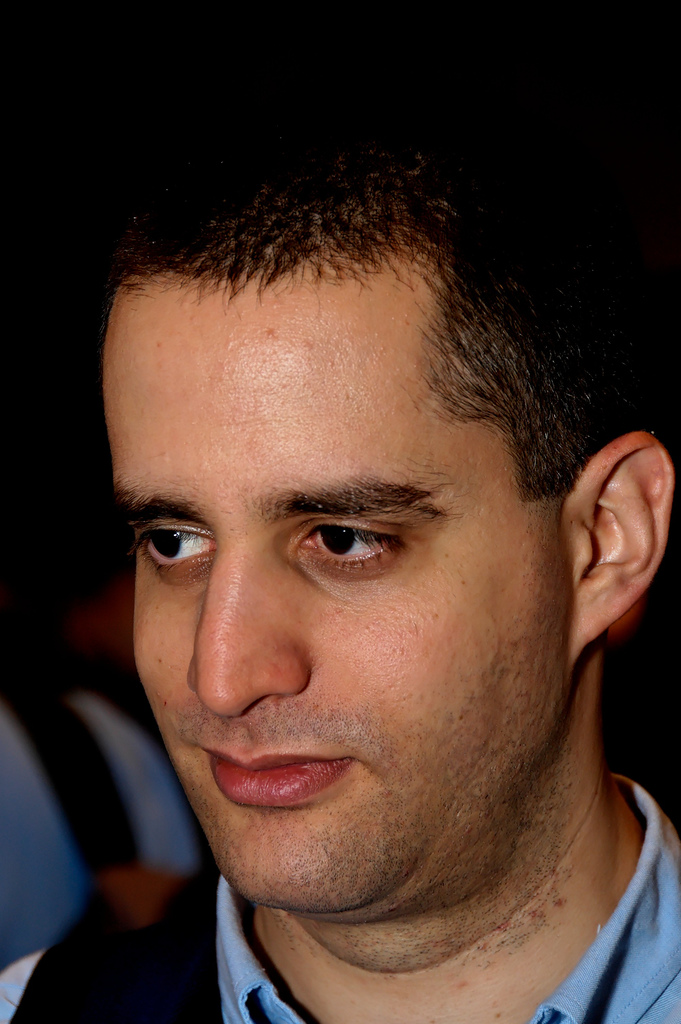
Zeev Suraski (2007)

Zeev Suraski (hebräisch זאב סורסקי) (geboren  18. Februar 1976) ist ein israelischer Softwareentwickler und arbeitet seit 1997 am PHP-Projekt. Während seiner Anstellung im Web Development Department von Netvision, Israels größtem ISP, machte sich Suraski mit PHP/FI vertraut, und beschloss es in einem Technion University Web Project zu verwenden, an welchem er mit Andi Gutmans arbeitete.
Während ihrer Arbeit an dem Projekt stießen sie immer wieder auf Programmfehler und an die Grenzen von PHP/FI 2.0. Sie beschlossen das Projekt ruhen zu lassen und PHP mitsamt einigen der gängigsten Module neu zu programmieren. Dies war der Grundstein für PHP 3.
Suraski und Gutmans entwickelten dann die Zend Engine – die Skriptsprache hinter PHP 4. Sie entwarfen auch andere wichtige PHP-4-Komponenten, wie z. B. die Server-Abstraktions-Schicht und die Multithreading-Unterstützung.
Zeev Suraski ist der Mitbegründer und CTO von Zend Technologies.
Gutmans und Suraskis Arbeit am PHP-Kern wurde wiederholt geehrt:
- Mitglieder der Apache Software Foundation
- Nominierung für den GNU 1999 Free Software Award
- Kandidaten für den 1998 CNET Web Innovators Award
- 1999 LinuxWorld Editor's Choice Awards
- Technion award for University's most creative project 1997
- Mitgewinner (mit ASP-Entwicklern) des Web Tools Award des Web Techniques Magazine

Beitrag zu PHP:
- Mitentwickler der Zend-Engine
- Mitentwickler der PHP/Zend Erweiterungs-API
- portierte PHP 4 nach Win32
- Mitentwickler der SAPI-Webserver-Abstraktions-Schicht für PHP 4
- entwickelte die ISAPI/IIS SAPI Module, entwickelte das Apache SAPI Modul mit
- entwickelte die MySQL, mSQL, Sybase und PostgreSQL Module
- entwickelte das Output Buffering von PHP 4.0.